# ليو شياوبو
ليو شياوبو (بالصينية: 刘晓波) (28 ديسمبر 1955 - 13 يوليو 2017)، مثقف ناقد وناشط في حقوق الإنسان في عصر الإصلاح في الصين. حصل على جائزة نوبل للسلام عام 2010، وقد منحت له لكفاحه الطويل والسلمي من أجل حقوق الإنسان الأساسية في الصين، وقالت اللجنة النرويجية المانحة للجائزة إنها تؤمن بأن هناك ارتباط وثيق بين حقوق الإنسان والسلام. انتقدت الحكومة الصينية منحه الجائزة، ووصفت الأمر بأنه خطأ فاحش يتعارض مع أهداف الجائزة.

## وفاته

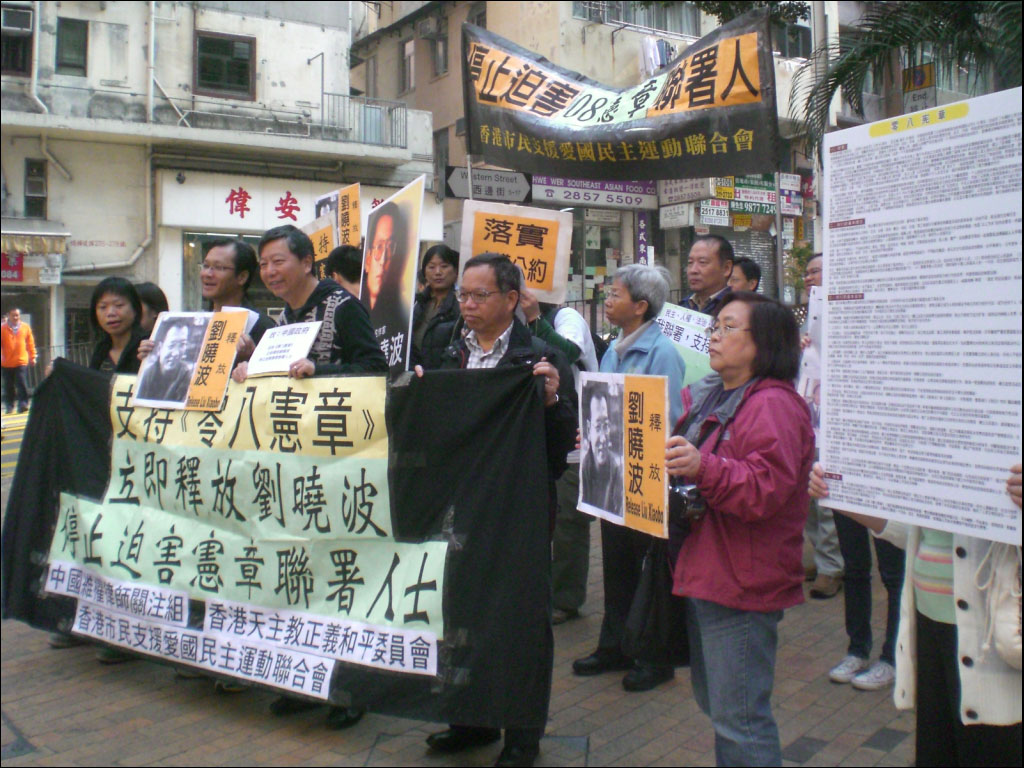
احتجاج سياسي في هونغ كونغ على اعتقال ليو شياوبو

توفي في يوم 13 يوليو 2017 في مدينة شنيانغ الواقعة في مقاطعة لياونينغ شمال شرقي الصين بعد صراع طويل مع مرض سرطان الكبد عن عمر يناهز 61 عاماً.

## روابط خارجية
- ليو شياوبو على موقع الموسوعة البريطانية (الإنجليزية)
- ليو شياوبو على موقع مونزينجر (الألمانية)
- ليو شياوبو على موقع ميوزك برينز (الإنجليزية)
- ليو شياوبو على موقع إن إن دي بي (الإنجليزية)